# Monument aux morts de la division marocaine
Le Monument aux morts de la Division Marocaine, inauguré en 1925, rappelle la percée effectuée par les régiments de la Division marocaine, commandée par le général Georges Louis Humbert, lors de la bataille de l'Artois, le 9 mai 1915. Il est situé dans la commune de Givenchy-en-Gohelle, dans le département du Pas-de-Calais.
Lors de cette percée, le 2e régiment de marche du 1er régiment étranger (Légion étrangère) et le 7e régiment de tirailleurs algériens se sont particulièrement illustrés et furent tous deux cités à l'ordre de l'armée.

## Contexte
Le Monument aux morts de la Division Marocaine, érigé sur la crête de Vimy près du mémorial canadien, rappelle les combats livrés lors de l'offensive du 9 mai 1915 et perpétue le souvenir de la Division Marocaine. Cette division comportait lors de l'offensive quatre régiments de l'armée d'Afrique: 
- 2e régiment de marche du 1er régiment étranger[2]
- 4e Régiment de Marche de Tirailleurs
- 7e Régiment de Marche de Tirailleurs
- 8e Régiment de Marche de Zouaves

Cette offensive, décidée par le général Joffre, avait pour objectif de rompre le front allemand en Artois avec notamment la prise de la crête de Vimy (cotes 119, 140, 132).
Le 9 mai 1915, le 7e Tirailleurs algériens et le 1er régiment étranger de la Division marocaine s'emparent de la cote 140, leur objectif, percent les lignes allemandes jusqu'à Givenchy mais par manque de munitions et de renforts, ils doivent ensuite se replier. La crête de Vimy est de nouveau reprise par les Allemands et c'est seulement en avril 1917 que les Canadiens finiront par l'enlever.
Durant les journées du 9 et du 10 mai, le 7e Tirailleurs algériens a perdu 50 officiers et 1 937 sous-officiers et tirailleurs.
Le 7e Tirailleurs algériens et le 1er Régiment étranger sont cités à l'ordre de l'armée pour leurs faits d'armes.

## Dédicaces du monument

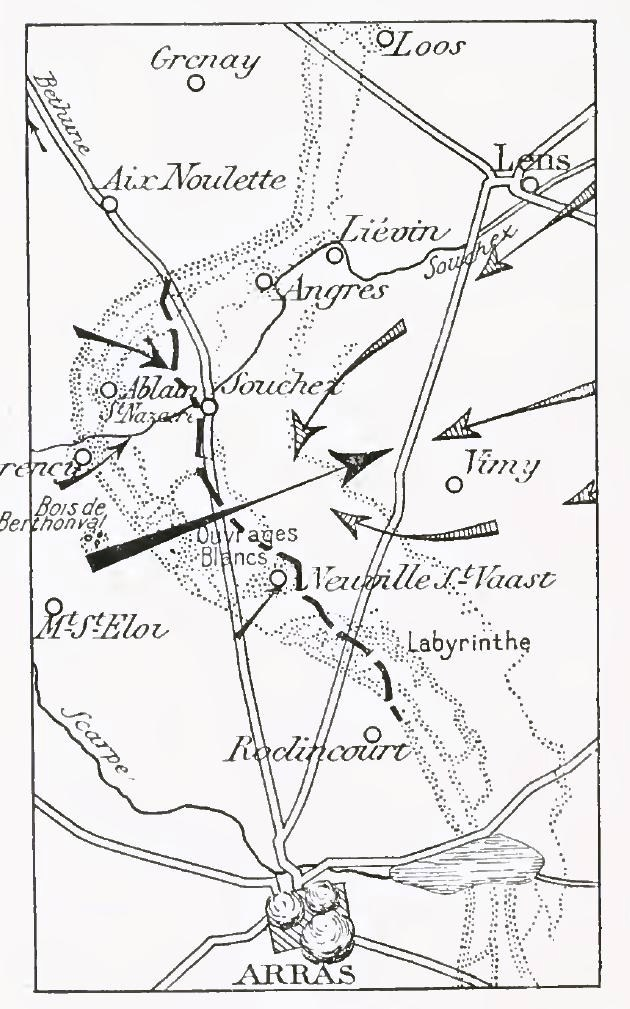
Le 9 mai 1915, la division marocaine s’élance sur les Ouvrages blancs et atteint la crête de Vimy.

« Aux morts de la division marocaine, sans peur, sans pitié. À la mémoire du Colonel Pein, commandant la 1re demi brigade, du Colonel Cros, commandant la 2e demi brigade, des officiers, des sous-officiers et soldats de la Division marocaine tombés ici glorieusement les 9, 10 et 11 mai 1915. Le 9 mai 1915, les régiments de la division marocaine s’élançant à 10 heures des tranchées de Berthonval et brisant de haute lutte la résistance des Allemands atteignirent d’un bond la côte 140, leur objectif, rompant pour la première fois le front ennemi. »
— Texte de la dédicace principale figurant sur le monument
« La division marocaine, de 1914 à 1918, fut la plus glorieuse des divisions de l’armée française et la seule dont tous les drapeaux furent décorés de la légion d’honneur. »
— Texte de la nouvelle plaque installée en avril 1987

## Inauguration
Le monument érigé à l'initiative des anciens combattants a été inauguré le 14 juin 1925 sous la présidence d'honneur du comité d'érection assurée par les généraux  Pétain et Lyautey.

## Hommages
Citations à l'ordre de l'armée rappelant les faits d'armes de la Division marocaine et de ses régiments lors de cette percée du 9 mai 1915.

### Citation de la Division marocaine
« Le général commandant en chef le Groupe des Armées de l'Est cite à l'ordre des armées le 33e corps d'armée, comprenant les 70e, 77e divisions et la Division Marocaine pour avoir, sous la conduite énergique de son chef, le général Pétain, fait preuve, au cours de son attaque du 9 mai, d'une vigueur et d'un entrain remarquables, qui lui ont permis de gagner d'une haleine plus de trois kilomètres, de prendre à l'ennemi 25 mitrailleuses, 6 canons et de faire 2 000 prisonniers. »
— Ordre Général n°38 du 10 mai 1915 du Grand Quartier Général, maréchal Joffre

### Citation des régiments de la Division marocaine
« Le 9 mai, sous les ordres du lieutenant-colonel Demetz, a enlevé à la baïonnette, avec un entrain superbe, les positions ennemies, traversant sans arrêt quatre lignes successives de tranchées allemandes et gagnant 4 kilomètres de terrain, s'y est énergiquement maintenu pendant deux jours, malgré de très violentes contre-attaques et un bombardement intensif et ininterrompu de front et d'écharpe. »
— Citation à l'ordre de l'armée obtenue par le 7e régiment de tirailleurs algériens,  Ordre Général N° 104 du 16 septembre 1916, de la Xe Armée
« ... Le 9 mai 1915, en Artois, sous les ordres du Lieutenant-colonel Demetz, ils s'emparent de la Cote 140... »
— Extrait du décret du 5 juillet 1919 portant attribution de la Croix de Chevalier de la Légion d'honneur au drapeau 7e régiment de tirailleurs algériens - Le Président de la République
« Chargé, le 9 mai, sous les ordres du lieutenant-colonel Cot, d'enlever à la baïonnette une position allemande très fortement retranchée,
s'est élancé à l'attaque, officiers en tête, avec un entrain superbe, gagnant d'un seul bond plusieurs kilomètres de terrain malgré une très vive résistance de l'ennemi et le feu violent de ses mitrailleuses. »
— Citation à l'ordre de l'armée obtenue par le Régiment de marche de la Légion étrangère, Ordre Général N° 102 du 8 septembre 1915, de la Xe Armée
« ...En Artois, le 9 mai 1915, sous les ordres du lieutenant-colonel Cot, s'est élancé à l'assaut des Ouvrages Blancs, enfonçant, d'un seul
bond, toutes les organisations ennemies, enlevant la cote 140, poussant jusqu'à Carency et Souchez... »
— Extrait du décret du 27 septembre 1917 portant attribution de la Croix de Chevalier de la Légion d'honneur au drapeau Régiment de marche de la Légion étrangère

## Divers
Blaise Cendrars qui servait au sein du 1er régiment étranger de la Légion évoque cette bataille dans La Main coupée. Il relate ainsi cette journée :

« Nous, une poignée d'hommes, nous avions bien percé, nous. Le 9 mai 1915, à 12 h 15, mon escouade et moi, nous étions sur la crête de Vimy avec quelques braves types, 2-300 hommes en tout, égarés comme nous qui avions poussé de l'avant en sautant quatre lignes de tranchées allemandes sans tirer un coup de fusil, et le front était crevé ! Mais les états-majors qui avaient monté cette offensive et qui nous avaient fait coudre des carrés de drap blanc dans le dos pour que l'artillerie puisse suivre notre progression à la lunette [...], les états-majors, eux, ne croyaient pas à la fameuse percée et quand nous eûmes atteint la crête de Vimy [...] avec nos carrés blancs dans le dos nous fûmes une jolie cible pour nos 75 et, dès que nous bougions, pour les 77 et les gros noirs autrichiens qui nous amochaient, sans parler des Allemands que nous avions dépassés et qui nous visaient dans le dos avec d'autant plus d'aisance. A 3 h de l'après-midi, le renfort ennemi arrivait en autobus de Lille et nous les tirions descendant de voiture, à 300 m. Le renfort français n'arriva que le lendemain soir, à 7 h. Des pauvres vieux. De la territoriale. Ils avaient fait 75 km à pied. Enfin nous étions relevés, 72 hommes en tout. Mon escouade n'avait pas trop trinqué. Et le 11 juin, il avait fallu remettre ça, à Souchez et à Carency. À peu près dans les mêmes conditions de manque de jugeote et de manque de foi de la part des états-majors, d'incurie, de misère, de massacre, de tuerie pour nous, sauf qu'on ne parlait plus de percée, les Boches étant alertés. Il paraît que c'est Pétain qui avait monté ça. Pétain ou pas Pétain, c'est tout un. »

— Blaise Cendrars, La main coupée.